# War Child (chanson)
Pour les articles homonymes, voir War Child.
Singles de Blondie
Island of Lost Souls
(1982) Maria
(1999)
War Child est une chanson du groupe américain Blondie, issue de son sixième album The Hunter, sorti en 1982. Cette chanson a été sortie comme deuxième single de l'album dans divers pays, mais pas aux États-Unis, pays d'origine du groupe.